# Енциклопедія Київського національного університету імені Тараса Шевченка
Енциклопедія Київського національного університету імені Тараса Шевченка – науково-довідкове видання, підготовлене колективом працівників університету з метою представити за персоналійним та тематичним принципами історію Київського університету від часу заснування Університету Святого Володимира до сьогодні, вже як Київського національного університету імені Тараса Шевченка. 
Концепція «Енциклопедії Київського університету» передбачає висвітлення різнобічних аспектів його діяльності і є унікальною .

## Започаткування підготовки
25 липня 2008 року за № 520-32 був виданий наказ ректора Леоніда Губерського Про видання «Енциклопедії Київського університету»  яким передбачалося створення робочої групи з метою підготовки та видання «Енциклопедії Київського університету імені Тараса Шевченка». Наказом передбачалося видання Енциклопедії у 2-х томах загальним обсягом 220 умовних друкованих аркушів накладом 700 примірників.
Був також підготовлений План заходів щодо підготовки та видання «Енциклопедії Київського національного університету
імені Тараса Шевченка» .